# 金城寺
金城寺（きんじょうじ）は、千葉県千葉市緑区大金沢町にある日蓮宗の寺院。山号は金楽山。旧本山は浜野本行寺、什師法縁。日蓮宗千葉県北部宗務所が置かれる。

## 歴史
天正2年（1574年）に尊寿院日宣を開山に創建した。

## 伽藍
- 本堂
- 鐘楼
- 山門
- 観音堂　境外仏堂で伝行基菩薩作の千手観音菩薩像を祀る。

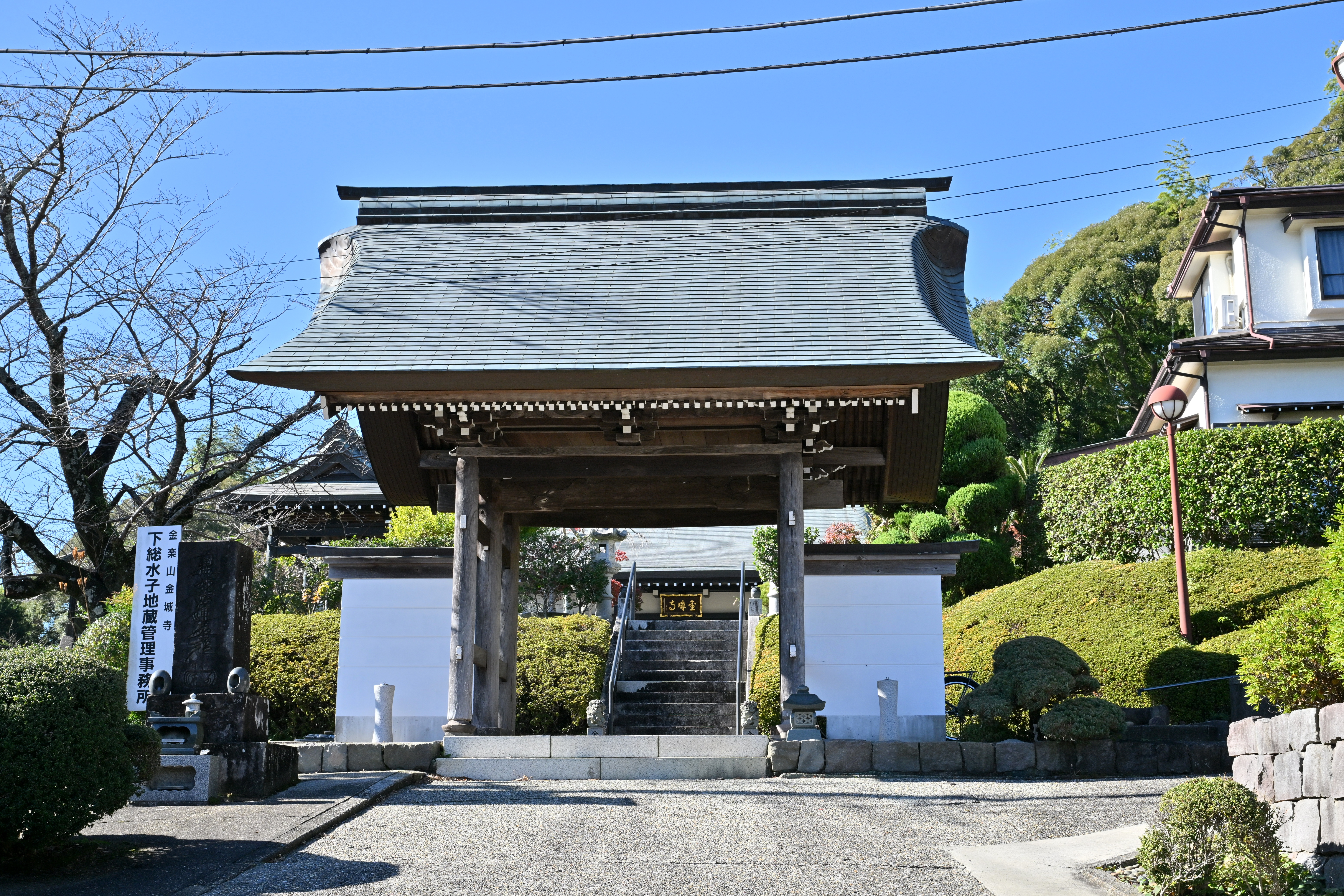
山門
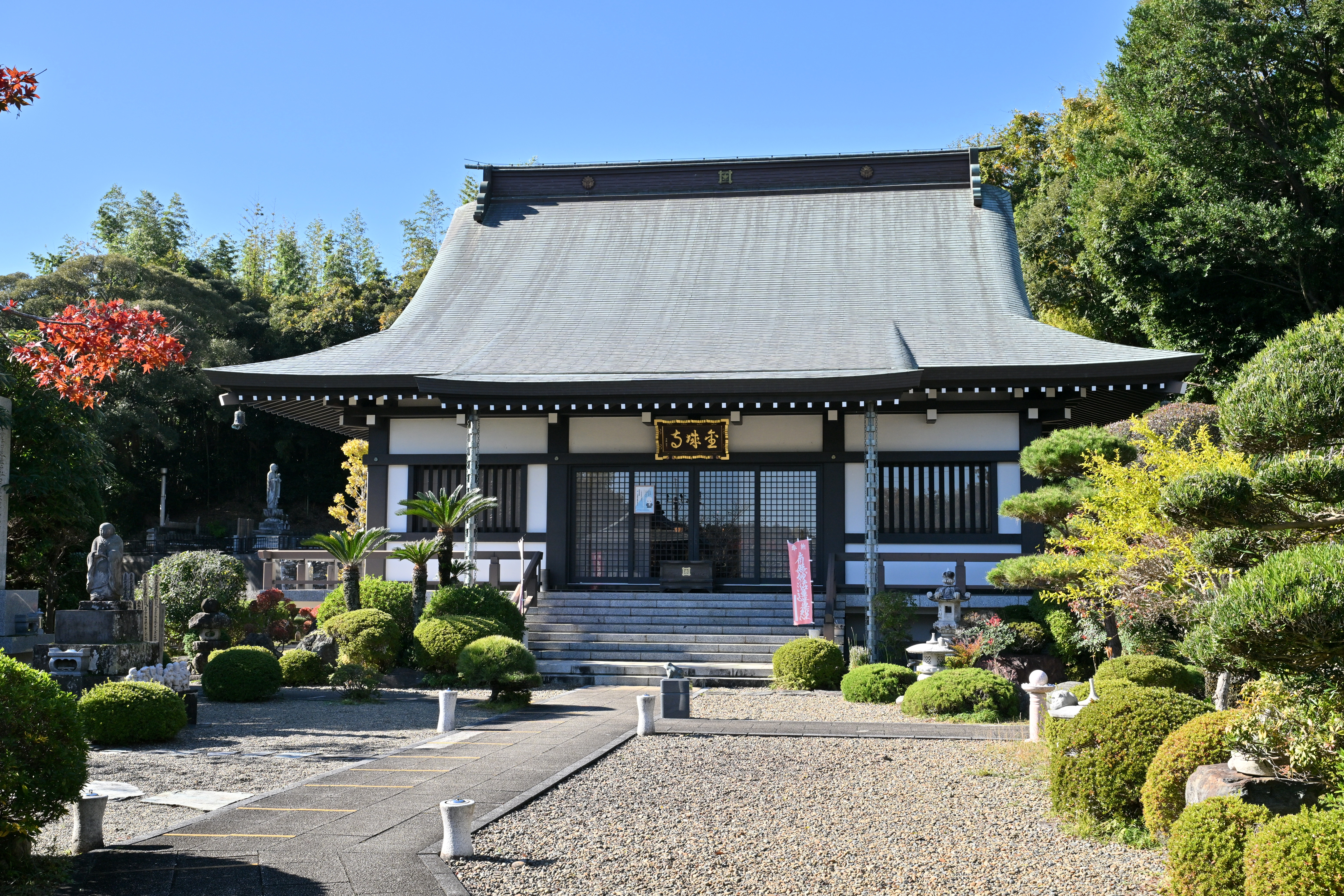
本堂

## 参考資料
- 千葉県千葉郡誌

## 関連資料
- 日蓮宗寺院大鑑編集委員会『宗祖第七百遠忌記念出版 日蓮宗寺院大鑑』大本山池上本門寺 (1981年)
- 日蓮宗新聞　2015年11月10日